# Exocentrus armatus
Exocentrus armatus es una especie de escarabajo longicornio perteneciente al género Exocentrus, categorizada en la tribu Exocentrini, de la subfamilia Lamiinae.
Mide 2,6-5 mm de longitud. El período de vuelo para ejemplares adultos se presenta durante los meses de mayo y noviembre.

## Taxonomía
Se atribuye su descripción al entomólogo de origen alemán Eugen Hintz, quien la citó por primera vez en 1919. La especie aparece registrada en la sección Ergebnisse der Zweiten Deutschen Zentral=Afrika=Expedition 1910-1911 unter Führung Adolf Friedrichs, Herzogs zu Mecklenburg. Zoologie. Cerambyciden. de Hamburgische Wissenschaftliche Stiftung, (13): 599–638, publicada por Hintz Eugen en 1919.

## Distribución
Se distribuye por el continente africano, en Camerún, Costa de Marfil, República Centroafricana, República Democrática del Congo y Togo.